# Antíoc X Èusebes
Antíoc X Èusebes Filopàtor (en grec antic: Ἀντίοχος Εὐσεβής Φιλοπάτωρ, llatí: Antiochus Eusebes Philopator, 'Antíoc el pietós que estima el pare') fou rei selèucida del 94 aC fins aproximadament al 90 aC. Era fill d'Antíoc IX de Cízic i, a la mort del seu pare, assassinat després d'una derrota militar probablement l'any 95 aC, es va proclamar rei a Antioquia. Va derrotar a Seleuc VI Epífanes, que havia derrotat el seu pare. Demetri III l'Inoportú, que dominava Cilícia, va mantenir la guerra, i va associar als seus germans, però Antíoc era l'únic que podia tenir iniciatives militars, i va combatre contra els parts i els nabateus. Es va imposar a Damasc i el 92 aC va donar suport al grup rebel dels jueus aixecats contra Alexandre Janeu.
En general es pensava que va morir després del 92 aC potser el 90 aC, probablement en lluita contra els parts, però Apià l'esmenta lluitant contra Tigranes II d'Armènia el 83 aC, quan aquest va envair Síria. L'any 90 aC ja dominava Antioquia Felip I Filadelf, el que fa pensar que si era viu encara el 83 aC, no va posseir dominis rellevants entre el 90 aC i aquella data. Unes monedes d'un rei selèucida local de nom Seleuc VII Cibiosactes, fan pensar que Antíoc va governar a algun lloc del Líban fins després del 83 aC, i Seleuc VII era el seu fill i successor. Seleuc VII va conservar al poder local fins aproximadament al 64 aC. Va deixar almenys un altre fill de nom Antíoc XIII Asiàtic, que més tard (69 aC) va ser rei sota protecció romana.